# Войнишки паметник (Сирищник)
Войнишкият паметник в село Сирищник е издигнат в памет на убитите и починали сирищничани в Балканската, Междусъюзническата и Първата и Втората световни войни.
Създаден е от бигор от неизвестни чеписнки майстори, с височина около 4 m, ширина – 0,8 m и дебелина – 1 m. Построен е със средства дадени от местния жител Христо Колев. Върху паметника е изписано: „Въздигнат в памет на убитите и починали Сиришничани, Слатинчани и Костуринчани през Балканската и Общо-европейската войни 1912 – 1918 г. От съселянина им Христо Колев“.

## Списък на загиналите
Лицевата страна
- Поручик Милан Тасев – убит на връх Чеган Македония – 24 март 1916 г.
- Редник Стефан Тасев – починал в Плевенската военна болница – 21 декември 1918 г.
- Ст.подоф. Георги Стоичков – убит на Добро поле – 15 септември 1918 г.
- Мл.подоф. Стефан Димитров – убит на Добро поле – 15 септември 1918 г.
- Мл.подоф. Стоян Гьорев – убит от камък на планина Сингел – 22 юли 1918 г.
- Ефр. Ефтим Тренчов – убит при село Петра – 16 декември 1916 г.
- Мл.подоф. Методи Алексов Лукарски – убит при Прищина – 7 ноември 1916 г.
- Редник Александър Миладинов – убит при Битолско – 16 май 1916 г.
- Редник Анести М.Лукарски – починал в болница в гр. Демир Хисар – 7 август 1918 г.
- Редник Асен К.Лукарски – починал в Дупнишката М.В. болница – 8 юни 1919 г.

Отляво
- Мл.подоф. Ненко Раденков – убит на връх Голаш Струмишко – 25 ноември 1915 г.
- Ефрейтор Григор Ангелов – починал в Александровска болница гр. София – 14 юли 1918 г.
- Ефрейтор Милан Антов – починал на остров Трикери като пленник – 18 юли 1913 г.
- Редник Кирил Томанов – починал във ІІ м.в. болница гр. София – 12 септември
- Ефрейтор Кирил С. Лукарски – починал в село Хаджигьол Добруджа – 27 март 1918 г.
- Редник Георги Христов Ингилийски – безследно изчезнал – 1913 г.
- Редник Никола Янев – убит при Сърбия – 5 ноември 1916 г.
- Редник Иван Петров Гольорски – безследно изчезнал – 1913 г.
- Братя ефрейтори Ефтим Димитров – убит при Злетовската река-17 юни 1913 г.
- мл.подоф.Асен Димитров – починал в м.в.болница София – 13 декември 1917 г.
- Подоф. Тодор Йорданов Павлов – убит с.Драва, Сердакело Печка, Унгария – 13 март 1945 г.

Отдясно
- Редник Петрун Ангелов – починал в Г.Гюмурджина – 1918 г.
- Редник Ефтим Тренев – убит на Солнишка глава – 22 октомври 1915 г.
- Мл.подоф. Костадин Иванов – починал в Дупница
- Асен Я. Митков – убит в Кюпрю – 15 април 1918 г. с. Костуринци
- Редник Костадин Стойнев – убит – 15 април 1918 г.
- Редник Христо Милев – безследно изчезнал в Струмишко – 29 октомври 1915 г. с. Сирищник
- Подоф. Тодор Йорданов Павлов – убит в с. Драва Сердахело, Унгария – 13 март 1945 г.

Отзад
- От с.Долна Мелна
  - Братя редник Методи Тасев – починал в м.в.болница в Радомир – 7 юли 1913 г. и Ст.подоф. Симо Тасев – убит при Бела паланка – 19 октомври 1915 г.
- От с.Светля
  - Фелдфебел Георги А. Петров – убит при с. Просеник – 1918 г.
  - Подоф. Аспарух Ефтимов Димитров – убит при с. Будаковац, Хърватско – 23.04.1945 г.